# Luc Luycx
Luc Luycx (Aalst, 11 april 1958) is de ontwerper van de gemeenschappelijke zijde van de euromunten. Luycx is een computeringenieur en woont in Dendermonde. Hij werkt voor de Koninklijke Munt van België. Hij heeft de munten ontworpen in 1996.
Zijn handtekening is op alle euromunten zichtbaar als twee letters L, (LL). Op de €2-munt is dit zichtbaar net onder de letter O van het woord euro.
- Gemeinsame Normdatei: 1053069308
- International Standard Name Identifier: 0000 0004 3657 0937
- Virtual International Authority File: 310508284